# Cai Yang (Dinastia Han)
En aquest nom xinès, el cognom és Cai.
Cai Yang (mort el 201 EC) va ser un general militar servint sota el senyor de la guerra Cao Cao durant el període de la tardana Dinastia Han Oriental de la història xinesa.
Quan Liu Bei aleshores era un oficial sota les ordres de Yuan Shao, ell és enviat a Ru'nan amb tropes per unir-se als bandit dirigits per Gong Du com una tropa de reforç. Cao Cao envia a Cai Yang per lluitar contra Liu Bei, però Cai és derrotat i mort per la força combinada establerta a Ru'nan.

## En la ficció
En la novel·la històrica del Romanç dels Tres Regnes de Luo Guanzhong, Cai Yang és també un general sota les ordres de Cao Cao. Ell menysprea a Guan Yu; i tenint la intenció de dirigir una força per perseguir a Guan Yu, el qual havia desertat de les files de Cao Cao per anar a reunir-se amb el seu germà de jurament Liu Bei, ell li demana permís a Cao respecte a això. Això no obstant, la seva sol·licitud és rebutjada.
Més tard, ell es troba l'espasa i el cap del seu el nebot Qin Qi, el qual havia estat mort per Guan Yu durant el viatge d'aquest últim per reunir-se amb Liu. Enutjat, ell de nou demana permís a Cao per donar caça a Guan; Cao Cao en aquesta ocasió tampoc s'ho permet.
Algun temps després Cai ataca Ru'nan per prendre-la, ja que era sota el control de Liu Bei i Liu Pi. Durant l'assalt per casualitat es topa amb Guan Yu, i Cai entra en combat amb aquest per venjar la mort del seu nebot. Malgrat tot, ell ràpidament és mort per l'alabarda de Guan.